# El Ferrers (Albanyà)
el Ferrers o les Ferreries és una masia al sud-est del municipi d'Albanyà. Casa situada a la falda de la muntanya de la Mare de Déu del Mont, en el vessant que mira a la plana empordanesa. És un gran mas abandonat des de fa una colla d'anys i el seu estat és totalment ruïnós.
Disposa de planta rectangular i teulat a dues aigües, amb els vessants vers les façanes principals. Units als murs hi ha nombroses pallisses i cabanes, amb teulats a diferents nivells.
Té planta, pis i golfes, amb escala interior de pedra. La porta principal era adovellada (avui únicament se'n conserva la meitat) i sobresurten algunes de les obertures per ésser típiques de finals del món medieval (segle XIV). Així mateix, són destacables les grans arcades de mig punt que sostenen una gran sala, situada a tramuntana, que ben segur havia estat utilitzada de corral.
Les Ferreres va ésser construïda amb pedra petita, poc treballada, llevat dels carreus utilitzats per fer les obertures i els cantoners. Actualment la casa s'utilitza sovint com a "pedrera" de carreus ben tallats per fer reformes a cases veïnes, però per damunt de tot per gent incontrolada.